# Parhydraena ora
Parhydraena ora är en skalbaggsart som beskrevs av Perkins 2009. Parhydraena ora ingår i släktet Parhydraena och familjen vattenbrynsbaggar. Inga underarter finns listade i Catalogue of Life.